# Ягодина (футбольный клуб)
«Я́година» (серб. ФK Јагодина) — сербский футбольный клуб из одноименного города в Поморавском округе в центральной Сербии. Клуб основан в 1962 году, путем объединения клубов «Морава», «Единство», «Каблови». Лучшим результатом в чемпионатах является 3-е место в чемпионате Сербии в сезоне 2013/14.

## История
Основан в 1919 году под именем СК «Зора». За свою историю клуб неоднократно менял названия: СК «Спарта» (1921), СК «Даца» (1926), СК «Ягодинский» (1935), ФК «Полет» (1945). После Второй мировой войны город Ягодина был переименован в Светозарево, в честь социалиста Светозара Марковича. Перемены затронули и клуб, который вновь был переименован в СК «Никчевич», в честь сербского национального героя Радисава Никчевича. Однако новое название не прижилось и началась новая волна переименований: СД «Слога» (конец 1949), ФК «Младост» (1951), ФК «Морава» (1954). В 1962 году произошло слияние клубов ФК «Морава», ОФК «Кабель» и ФК «Единство» в один клуб — ФК «Ягодина». В сезоне 2007/2008 клуб занял второе место в Первой лиге и вышел в Суперлигу. В сезоне 2012/13 «Ягодина» впервые вышла в финал национального кубка и победила «Войводину» с минимальным счетом. 

## Выступления в еврокубках
| Сезон   | Турнир      | Раунд | Соперник | 1 матч | 2 матч | Итог  |
| ------- | ----------- | ----- | -------- | ------ | ------ | ----- |
| 2012/13 | Лига Европы | 1 кв  | Ордабасы | 0 : 1  | 0 : 0  | 0 : 1 |
| 2013/14 | Лига Европы | 2 кв  | Рубин    | 2 : 3  | 0 : 1  | 2 : 4 |
| 2014/15 | Лига Европы | 2 кв  | ЧФР Клуж | 0 : 0  | 0 : 1  | 0 : 1 |

- Домашние игры выделены жирным шрифтом

## Достижения
- Чемпионат Сербии
  - Бронзовый призёр: 2013/14
- Кубок Сербии
  - Победитель: 2012/13
  - Финалист: 2013/14

## Стадион
В 2007 году была проведена капитальная реконструкция стадиона. Вместимость была уменьшена с 20 000 до 15 000 мест, над западной трибуной была возведена крыша, появилась ВИП-ложа.